# Sideridis egena
Sideridis egena là một loài bướm đêm trong họ Noctuidae.